# روترگلن، ویکتوریا
روترگلن (به انگلیسی: Rutherglen) یک شهرک در استرالیا است که در ویکتوریا (استرالیا) واقع شده‌است.